# Иванов, Эдгар
Эдгар Иванов (латыш. Edgars Ivanovs; 7 октября 2001 года, Даугавпилс, Латвия) — латвийский футболист, полузащитник клуба «Даугавпилс».

## Биография
Эдгар Иванов является воспитанником «Даугавпилса».
В 2019 году начал выступать в юношеской сборной Латвии до 19 лет. В 2021 году был вызван в молодёжную сборную Латвии.

## Достижения
«Даугавпилс»
- Победитель Первой Лиги: 2018

## Клубная статистика
| Команда    | Сезон | Чемпионат   | Чемпионат | Чемпионат | Кубок | Кубок | Всего | Всего |
| Команда    | Сезон | Лига        | Матчи     | Голы      | Матчи | Голы  | Матчи | Голы  |
| ---------- | ----- | ----------- | --------- | --------- | ----- | ----- | ----- | ----- |
| Даугавпилс | 2018  | Первая лига | 13        | 0         | 1     | 0     | 14    | 0     |
| Даугавпилс | 2019  | Высшая лига | 15        | 0         | 0     | 0     | 15    | 0     |
| Даугавпилс | 2020  | Высшая лига | 26        | 1         | 1     | 0     | 27    | 1     |
| Даугавпилс | 2021  | Высшая лига | 23        | 2         | 0     | 0     | 23    | 2     |